# Kevin Phillips
Kevin Mark Phillips (født 25. juli 1973) er en engelsk tidligere fodboldspiller
Phillips var topscorer i Premier League 1999–2000 sæson med 30 mål for Sunderland, hvilket gjorde ham til vinder af European Golden Shoe. Han har udover Sunderland spillet i Watford, Southampton, Aston Villa, West Bromwich Albion, Birmingham City, Blackpool, Crystal Palace og Leicester City.